# Naturalismus (filozofie)
Naturalismus je filosofická koncepce, kladoucí jako princip výkladu všech jevů přírodu, jak se jeví zkušenosti; vylučuje vše nadpřirozené a transcendentní.
Filosofický naturalismus má následující varianty:
Metafyzický (ontologický) naturalismus je filosofický názor, který tvrdí, že tento hmotný svět a vesmír je jediná opravdová skutečnost a že neexistuje žádný duchovní princip od přírody odlišný.
Metodologický naturalismus je dobrovolně přijaté základní pravidlo vědy, které omezuje výzkum na testovatelná přirozená vysvětlení, jež se týkají přirozeného světa.
Naturalizovaná epistemologie (termín W. V. Quina) je přesvědčení, že filosofie a přírodní vědy tvoří kontinuum a že filosofie může a má používat metody přírodních věd. Je zbytečné hledat zdůvodnění vědy či vědecké metody v nějaké „první filosofii“ (ať už metafyzice nebo epistemologii), protože vědecká metoda, i když není neomylná, je nejlepší dostupnou metodou poznávání.